# Serbski Teatr Narodowy
Serbski Teatr Narodowy (serb. Српско Народно Позориште) – jeden z serbskich teatrów narodowych z siedzibą w Nowym Sadzie. Placówka ta jest najstarszym profesjonalnym teatrem założonym przez Serbów.

## Historia
Historia życia teatralnego na terenie dzisiejszej Wojwodiny ma bogatą tradycję. Przez długi czas funkcjonowały tu liczne trupy, zarówno amatorskie, jak i profesjonalne. Idea założenia instytucji, zrzeszającej serbskich ludzi sceny narodziła się na początku drugiej połowy XIX wieku, czyli w okresie odrodzenia narodowego i walki o samostanowienie. Szczególne aktywnie podwaliny pod budowę wizji przyszłego teatru kładł pisarz Jovan Đorđević, który o konieczności założenia tej instytucji pisał liczne artykuły do lokalnej prasy. Ostatecznie, przy zaangażowaniu wielu artystów i twórców pokroju Jovana Jovanovicia Zmaja, Svetozara Mileticia czy Stefana Branovačkiego, Serbski Teatr Narodowy powołany został do życia w lipcu 1861 roku.
Zadaniem nowo utworzonej instytucji miało być krzepienie tożsamości narodowej wśród serbskich mieszkańców Cesarstwa Austriackiego. Swoją pierwszą siedzibę Teatr miał w budynku miejskiego ratusza. Przedstawienia odgrywano tam przez 20 lat w okresie od 1872 do 1892. W tym roku ruszyły pracę nad budową nowego gmachu władz miejskich dla Nowego Sadu, w związku z czym Teatr ponownie pozostał bez swojej siedziby. W tym czasie prowadziła liczne występy goszcząc na scenach całej Wojwodiny. W 1895 roku teatr ponownie trafił do Nowego Sadu, w którym to zaczął odgrywać przedstawienia w nowym budynku w centrum miasta.
Po zakończeniu I wojny światowej Nowy Sad znalazł się w granicach Królestwa SHS. Teatr zaczął zatem funkcjonować w nowych warunkach politycznych. W styczniu 1928 roku w budynku teatralnym doszło do pożaru, który doprowadził do jego zawalenia. W związku z tym artyści ponownie znaleźli się w sytuacji, w której pozbawieni zostali swojej siedziby. Kolejnym ciosem dla Serbskiego Teatru Narodowego był wybuch II wojny światowej. W trakcie tego konfliktu śmierć poniosło 17 członków zespołu.
Po wyzwoleniu Jugosławii przez partyzantów Tity nastąpiły lepsze czasy dla Teatru. Latem 1945 roku instytucja ta otrzymała nową tymczasową siedzibę w miejskim domu kultury. W 1947 roku w ramach Teatru powstała opera, a w 1950 roku balet. 28 marca 1981 roku artyści przenieśli się do nowego budynku przy Placu Teatralnym, z którego korzystają do dziś. W 2011 roku miała miejsce renowacja siedziby Teatru.

## Budynek
Obecny budynek Serbskiego Teatru Narodowego powstał w 1981 roku. Gmach ten zaprojektowany został przez polskiego architekta Wiktora Jackiewicza. Znajdują się w niej trzy sceny, na których odgrywane są przedstawienia teatralne, balet i opera.

## Galeria

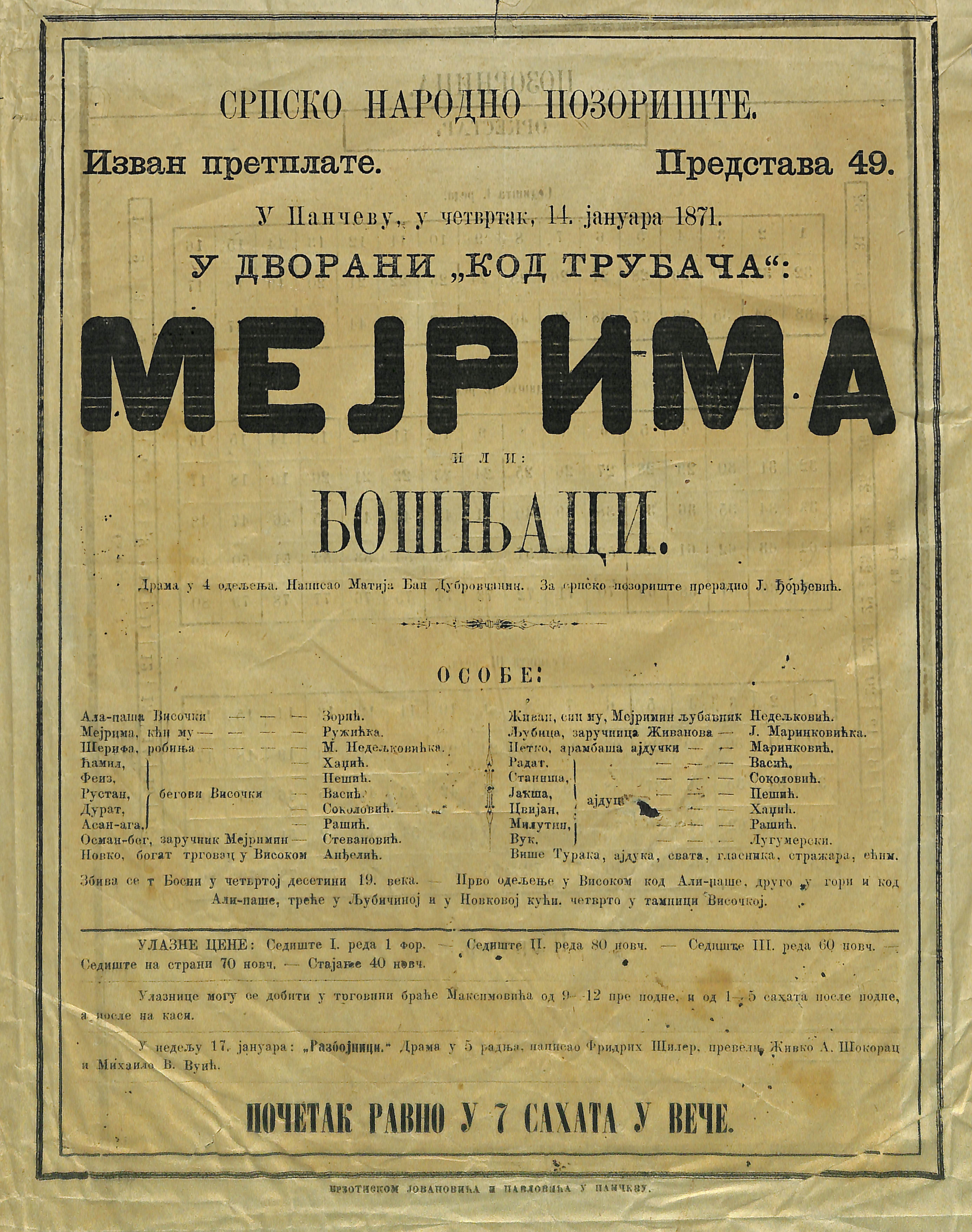
Plakat reklamujący przedstawienie w Pančewie (1871)
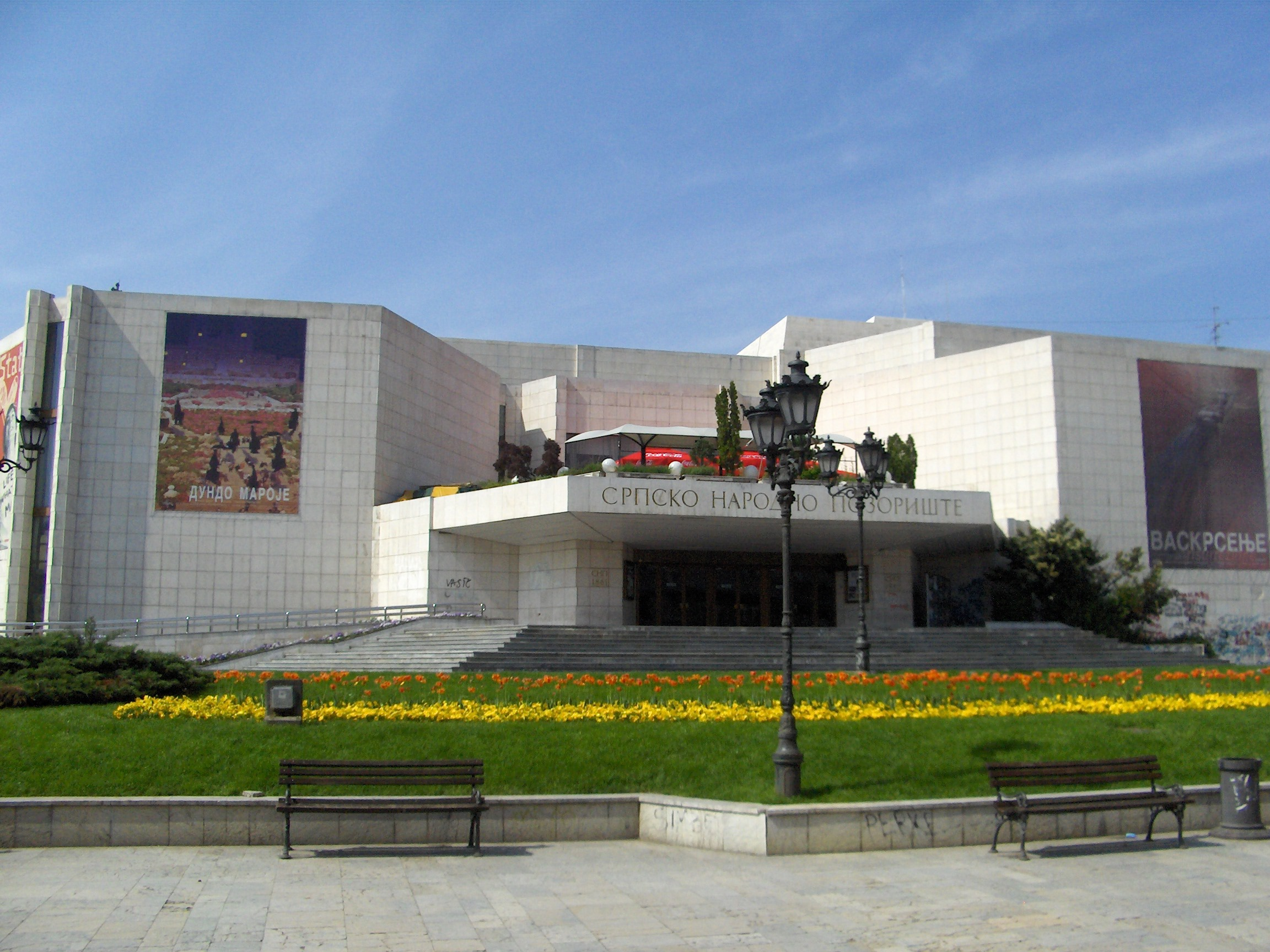
Gmach teatru w południe
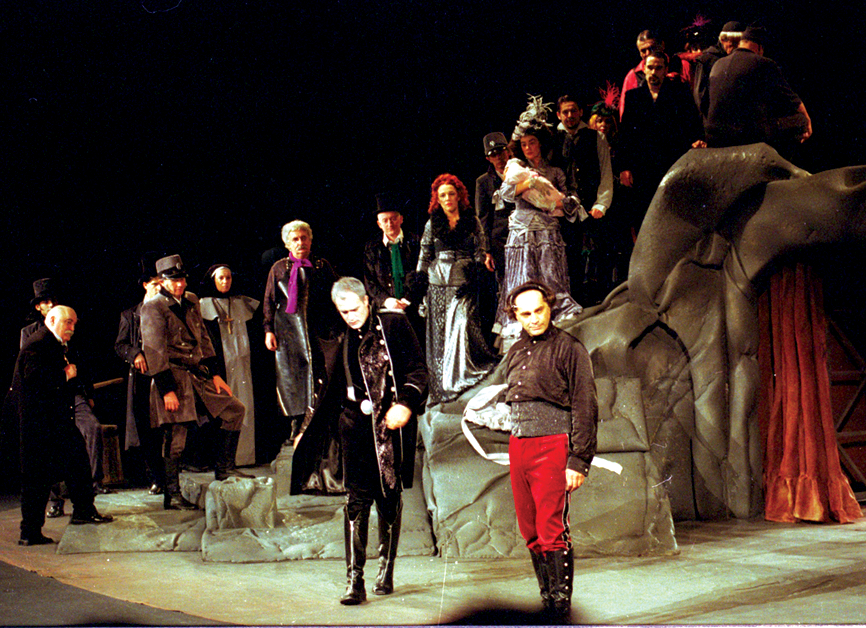
Przykładowe przedstawienie